# Londen Fryar
Londen Fryar (* 19. Mai 1986 in Sharon, Massachusetts) ist ein US-amerikanischer American-Football-Spieler auf der Position des Cornerbacks. Er spielte 2011 in der German Football League (GFL) für die Mönchengladbach Mavericks. Vorher spielte er für die Kansas City Chiefs und die New York Giants in der National Football League (NFL). Er ist der Sohn des ehemaligen NFL-Wide-Receivers Irving Fryar.

## Leben
Fryar besuchte die Holy Cross High School und spielte dort erfolgreich als Wide Receiver, Defensive Back und Kick-Returner. Wegen seiner Leistungen wurde er in mehrere All-Star-Teams gewählt. Außerdem war er 100-Meter-Läufer und spielte diverse andere Sportarten. Nach seinem High-School-Abschluss wechselte er an die Western Michigan University, wo er lediglich als Cornerback eingesetzt wurde. Die Auswahl der Hochschule wurde von vielen Fans des Footballteams der University of Nebraska, für die Fryars Vater Irving Fryar seine sehr erfolgreiche College-Laufbahn absolvierte, kritisch betrachtet. Nebraska und die WMU spielen in der Liga und treffen somit regelmäßig aufeinander, dadurch hat sich eine gewisse Rivalität entwickelt. Londen Fryar, der unter anderem auch Angebote für Sportstipendien der West Virginia und Rutgers University hatte, entschied sich jedoch lediglich für die WMU, weil die University of Nebraska ihm kein Stipendium angeboten hatte.
Nach einer Redshirt-Saison ohne Einsätze in regulären Spielen im Jahr 2004 bekam er 2005 erste Spielzeit als Spieler des Special Teams und konnte unter anderem ein Field Goal blocken. Ab 2006 war er erster Cornerback der Mannschaft und wurde sowohl 2006 als auch 2007 in das All-Star-Team der Liga gewählt und konnte einige Rekorde der Universität brechen. In seiner gesamten College-Laufbahn hat er in 42 Spielen gespielt, 160 Tackles und sieben Interceptions erreicht. Beim NFL Draft 2009 wurde Fryar nicht ausgewählt, nach Aussagen seines Agenten bestand aber Interesse von mindestens zwölf Teams der National Football League, unter anderem von den New England Patriots. Kurz nach dem Draft wurde er von den Kansas City Chiefs unter Vertrag genommen, die ihn jedoch einige Wochen später wieder entlassen haben. Im Dezember 2009 unterschrieb er einen Vertrag bei den New York Giants, bei denen er vier Monate verweilte und als Ersatzspieler diente. Nach seiner Zeit in der NFL ging er zu den La Crosse Spartans in der professionellen Indoor Football League, für die er ein Jahr spielte.
In der Saison 2011 spielte er für die Mönchengladbach Mavericks in der deutschen Football-Bundesliga GFL, wo er sich im Viertelfinale gegen die Stuttgart Scorpions eine Schulter auskugelte und im Halbfinale nicht spielen konnte. Die Mavericks gerieten Ende 2011 in die Schlagzeilen wegen angeblicher illegaler Beschäftigung von US-amerikanischen Spielern. Fryar hat ein Foto seines von der Stadtverwaltung Mönchengladbach am 14. April 2011 ausgestellten „Aufenthaltstitels“ mit Erlaubnis der Beschäftigung als Football-Spieler bei den Mavericks bis 31. Oktober 2011 ins Internet gestellt.